# Sepia vermiculata
Sepia vermiculata е вид главоного от семейство Sepiidae.

## Разпространение
Видът е разпространен в Мавриций, Мозамбик, Сейшели и Южна Африка (Западен Кейп, Източен Кейп, Квазулу-Натал и Северен Кейп).